# Автоскладальний завод № 1 (Богдан Моторс)
ДП «Автоскладальний завод № 1» ПАТ «Автомобільна компанія „Богдан Моторс“» — українська автомобілебудівна компанія в складі Корпорації «Богдан», промисловий виробник автобусів, тролейбусів та електробусів «Богдан». Знаходиться у м. Луцьк (Волинська область, Україна).

## Власники
В 1995 році державне підприємство «Луцький автомобільний завод» було перетворене на ВАТ, а 2000 року приватизоване. 14 квітня 2000 року відбувся комерційний конкурс з продажу контрольного пакету акцій. Переможцем став концерн «Укрпромінвест». 2005 рік — створено корпорацію «Богдан», співзасновником якої стало ВАТ «Луцький автомобільний завод».

## Історія

### Становлення

Логотип радянського періоду

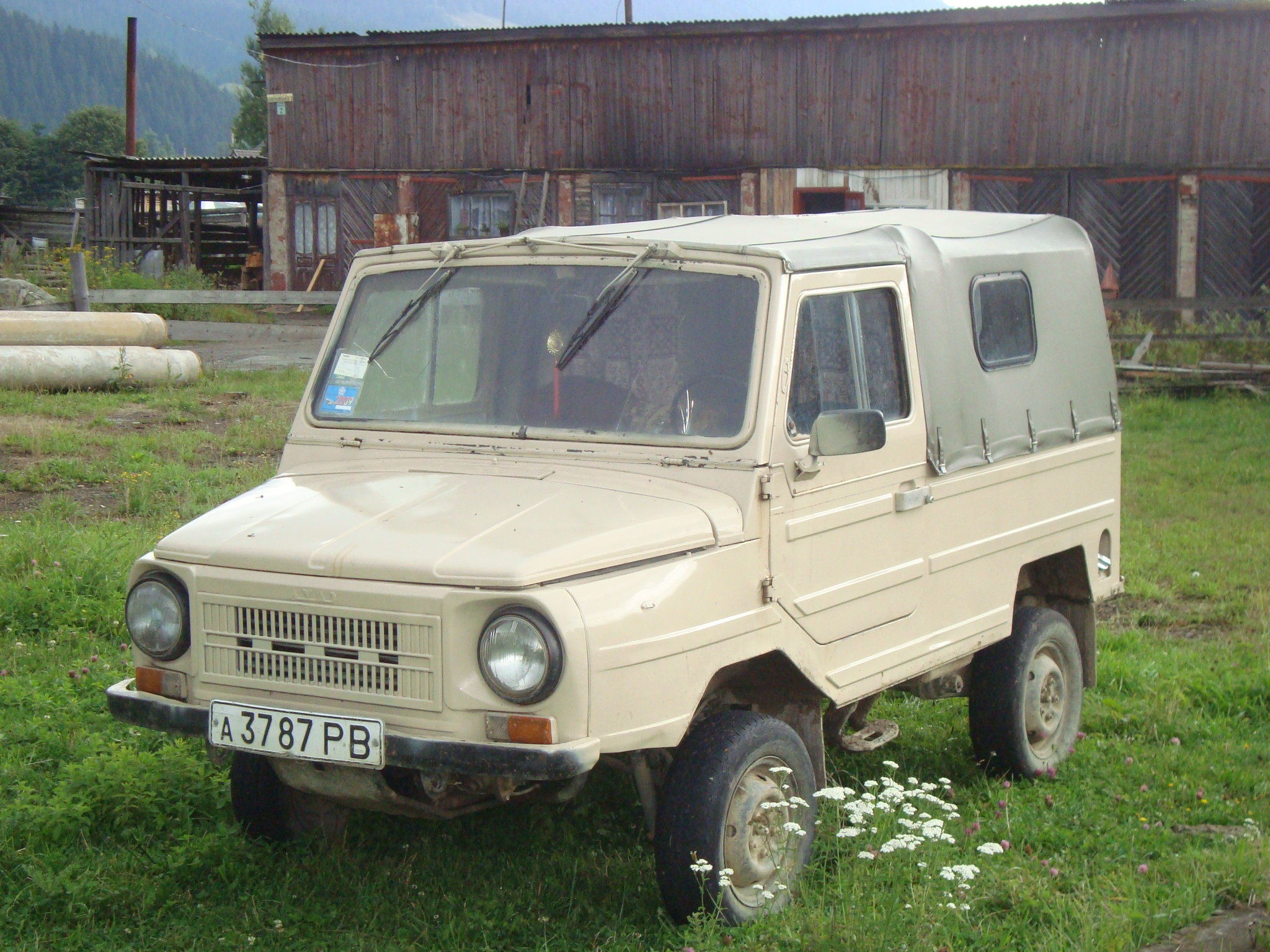
ЛуАЗ-969

1955 рік — введено в дію Луцький ремонтний завод, розпочато виробництво запасних частин до вантажних автомобілів.
1959 рік — Луцький ремонтний завод перейменовано в Луцький машинобудівний завод, спеціалізацією якого стало виготовлення кузовних виробів (автокрамниці, авторефрижератори, причепи-рефрижератори та вироби спеціального призначення). Проведена реконструкція дозволила майже в 10 разів збільшити виробничі площі підприємства.
- 1960 рік — на заводі чітко сформувалась виробнича структура — 7 цехів та 8 відділів. Підприємство поступово освоює більш складну автомобільну техніку (автохолодильники, ремонтні автомайстерні), а з 1964 року — автомобілі-рефрижератори.
- 1966 рік — в грудні цього року на заводі збирають перші 50 малолітражних автомобілів ЗАЗ-969В. З їхнім випуском на Волині започатковано нову галузь машинобудування — автомобільну. 11 грудня 1966 року Луцький машинобудівний завод перейменовано на Луцький автомобільний завод (ЛуАЗ).

За період 1966—1974 рр. було випущено: кузовних виробів — 41540 одиниць (за весь період 1966—1980 рр. — 53990 одиниць), автомобілів ЗАЗ — 23598 одиниць до 1974 р.

### Нарощування потужностей
- 1975 рік — Луцький автомобільний завод увійшов до складу виробничого об'єднання з Запорізьким автомобільним заводом. Було розпочато серійний випуск автомобілів підвищеної прохідності ЛуАЗ-969А з колісною формулою 4х4, а також автомобілів-транспортерів ЛуАЗ-967М.
- 1979 рік — підприємство розпочало серійний випуск модернізованого автомобіля ЛуАЗ-969М (відомого в народі під назвою «Волинянка»), який вигідно відрізняється від своїх попередників як зовнішньо, так і рядом інноваційних рішень. Ще до початку серійного випуску автомобіль одержує високу оцінку на ВДНГ в Москві. У 1978 році на Міжнародному автосалоні в м. Турин (Італія) ЛуАЗ-969М входить в десятку найкращих, а в липні 1979 р. на міжнародній виставці в Чехословаччині модель відзначена золотою медаллю. На виставках в Бельгії, Греції, Польщі, Болгарії, Угорщині ЛуАЗ-969М отримує також позитивні оцінки.
- 1982 рік — 24 вересня з конвеєра сходить 100-тисячний автомобіль ЛуАЗ.
- 1983 рік — розпочато поставки автомобілів ЛуАЗ на експорт.
- 1989 рік — виготовлено дослідний зразок автомобіля нового покоління ЛуАЗ-1301.
- 1990 рік — виготовлено рекордну кількість автомобілів ЛуАЗ — 16,5 тисяч за рік.
- 1994 рік — початок серійного виробництва модернізованого вантажопасажирського автомобіля ЛуАЗ-1302.
- 1995 рік — 28 грудня завод перетворено з державного підприємства у Відкрите акціонерне товариство «Луцький автомобільний завод».

### Відродження

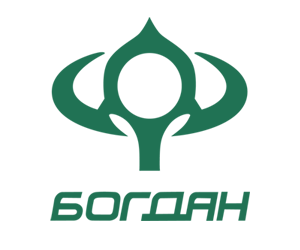
Сучасний логотип заводу

14 квітня 2000 року відбувся комерційний конкурс з продажу контрольного пакету акцій ВАТ «Луцький автомобільний завод». Переможцем став концерн «Укрпромінвест». Настав новий етап в історії підприємства. Розпочалося великовузлове (SKD) складання автомобілів ВАЗ та УАЗ.
У 2002 році темпи виробництва автомобілів дещо активізувалися. На підприємстві почали збирати автомобілі ИЖ. Згодом також запустили й на території заводу процес комплектування вантажівок корейського виробництва.
2005 рік — створено Корпорацію «Богдан». Завод приступив до SKD складання легкових автомобілів Kia та Hyundai.
За період 1975—2003 рр. було виготовлено автомобілів ЛуАЗ — 245103 одиниці. За період 2000—2008 рр. було випущено легкових автомобілів: ВАЗ — 102411 одиниця, УАЗ — 2775 одиниць, КІА — 39260 одиниць, Hyundai — 23472 одиниці; вантажних автомобілів Isuzu, Hyundai, Foton, КІА, Іж — 5412 одиниць.

### Епоха громадського транспорту
З 2005 року на підприємстві розпочалась реалізація автобусної програми, результатом якої став випуск перших 35 автобусів А066, А144 та А145.
2006 рік — випуск перших автобусів А06900, А06921 на шасі Hyundai County.
2007 рік — розпочато виробництво автобусів А231 та тролейбусів Е231. Початок виробництва міських низькопідлогових автобусів А50110.
2008 рік — розпочато виробництво міських автобусів А09202, шкільних автобусів А06904, міських низькопідлогових автобусів А60110 та тролейбусів Т50110, Т60111.
2009 рік — початок виробництва міських автобусів А09280 та туристичних автобусів А40162. Цього ж року розпочато виробництво міських низькопідлогових тролейбусів Т80110.
26 грудня 2009 року — Відкрите акціонерне товариство «Луцький автомобільний завод» перейменовано в Дочірнє підприємство «Автоскладальний завод № 1» Публічного акціонерного товариства "Автомобільна компанія «Богдан Моторс».
2010 рік — початок виробництва автобусів А70190 [Архівовано 4 лютого 2016 у Wayback Machine.], призначених для обслуговування аеропортів, створення нових моделей міських низькопідлогових тролейбусів — Т60112, Т70110, Т70115, Т90110.
2011 рік — створення нових модифікацій низькопідлогових автобусів А30212, автобусів для аеропортів А80190 [Архівовано 4 лютого 2016 у Wayback Machine.], автобусів малого класу на шасі Hyundai County — А06902, А06906, А06922, початок серійного випуску автобусів на агрегатній базі Hyundai — А20110, А20111, початок виробництва міських низькопідлогових автобусів А70110.
2012 рік — створення нових модифікацій автобусів на агрегатній базі Hyundai — А20210, А20211, а також гібридних автобусів А70522 з двигуном Euro 5.
2013 рік — розробка та початок серійного виробництва шкільних автобусів А06907, автобусів А22110] на агрегатній базі Ashok Leyland.
В серпні 2013 року було виготовлено дослідний зразок низькопідлогового тролейбуса Т70116. Ця модель була сертифікована в Європі, що дало змогу підприємству реалізувати протягом 2013—2015 рр. 38 тролейбусів Т70116 у м. Люблін (Польща).
2014 рік — розробка автобусів А70132 на агрегатній базі Iveco з двигуном Euro 5, розширення модельного ряду 12-метрових тролейбусів — Т70117, Т70118.
Цього ж року на підприємстві було розроблено та виготовлено дослідний зразок електробуса А70100. Даний електробус отримав європейський сертифікат та був реалізований [Архівовано 4 лютого 2016 у Wayback Machine.] у Польщі в травні 2015 р.
2015 рік — розробка та виготовлення приміських автобусів А14532 з двигуном Euro 5, розробка та виготовлення міських автобусів на агрегатній базі Ashok Leyland — А22111, А22211.
За 2006—2015 рр. завод виготовив понад 3100 автобусів та тролейбусів «Богдан», що майже повністю відповідає річним потужностям цього підприємства при повному завантаженні —3500.
В квітні 2019 року розпочався виробничий процес з виготовлення тролейбусів на виконання цьогорічної угоди з КП «Київпастранс». Також завод переміг у тендері на поставку 57 низькопідлогових тролейбусів «Богдан Т70117» із супутнім обладнанням для Харкова.
Завод запатентував багатофункціональну електричну вантажівку. Права на промисловий зразок стали чинними з 28 грудня 2020 року: багатофункціональний вантажний автомобіль з електроприводом від луцького підприємства можна вважати довершеним та відпрацьованим зразком, що може серійно виготовлятися на промислових потужностях та експлуатуватися потенційними замовниками.
У травні 2024 року дочірнє підприємство «Автоскладальний завод №1» публічного акціонерного товариства «Богдан-Моторс» визнали банкрутом та відкрили ліквідаційну процедуру строком на 12 місяців.

## Модельний ряд

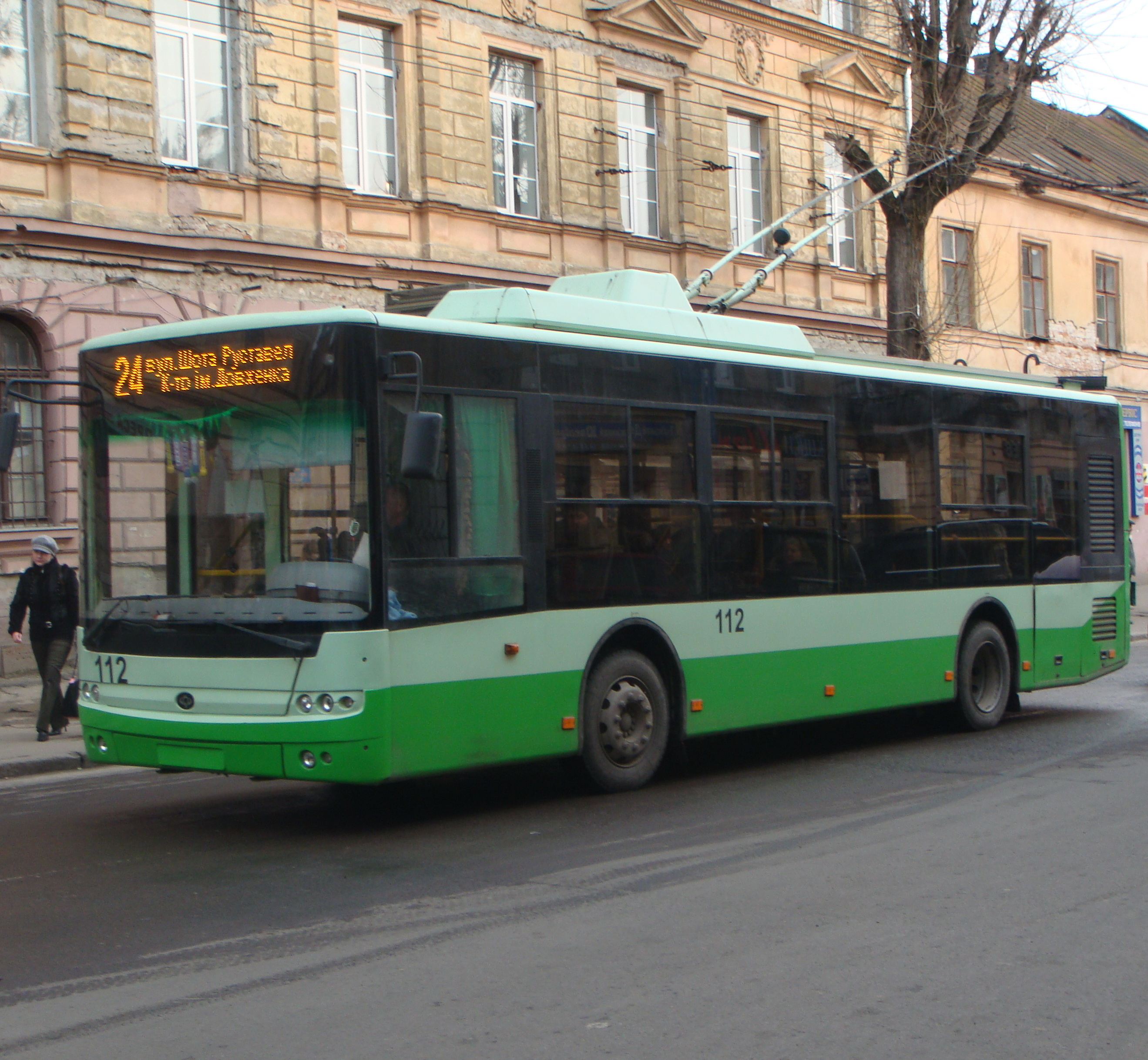
Тролейбус Богдан Т601-11

Продукція, яку підприємство випускало в 1955—2005 рр, описана в статті: Модельний ряд автомобілів «ЛуАЗ» і «ЛуМЗ»

#### Відео
- Суспільне Луцьк (4 жовтня 2024).  Луцький автомобільний завод (відеохроніка) у соцмережі «Facebook»